# Kenedy (labdarúgó)
Robert Kenedy Nunes do Nascimento (Santa Rita do Sapucaí, 1996. február 8. –),  ismert nevén Kenedy, brazil labdarúgó, kölcsönben a Pachuca játékosa a Real Valladolid csapatától.

## Pályafutása
Kenedy Santa Rita do Sapucaí városában született, Minas Gerais államban. Nevét Robert F. Kennedy amerikai elnök után kapta. Pályafutását helyi klubokban kezdte, tizenegy évesen került a Vasco da Gamához, majd később a Fluminensehez.

### Fluminense
2013. július 28-án mutatkozott be a brazil élvonalban egy Grêmio elleni mérkőzésen. 2014. május 24-én első gólját is megszerezte a Bahia elleni bajnokin. Csapatával megnyerték a Cariocai állami bajnokságot, a döntőben a Botafogót legyőzve.

### Chelsea
2015. június 26-án 6 300 000 fontért igazolt az angol Chelsea csapatához. A munkavállalási engedélyét illetően problémák merültek fel, bár José Mouorinho cáfolta, hogy egyből kölcsönadnák Kenedyt, aki pályára lépett a Barcelona elleni barátságos mérkőzésen a Fluminense külön engedélyével, miközben ezen okok miatt a szerződését még nem tudták véglegesíteni. Végül 2015. augusztus 22-én vált hivatalossá az átigazolása.
Egy héttel később a Crystal Palace ellen bemutatkozhatott új csapatában; a 68. percben állt be César Azpilicueta helyére a 2-1-re elveszített bajnoki mérkőzésen. Szeptember 23-án a Walsall ellen első gólját is megszerezte a Chelsea színeiben, a Ligakupában.
2016. augusztus 30-án Kenedy kölcsönbe a Watfordhoz került, de mindössze egy mérkőzést játszott, amikor megsérült, ezért december 12-én visszatért a londoniakhoz. 2017. szeptember 20-án, a Nottingham Forest ellen tudott ismét pályára lépni tétmérkőzésen. 2018. január 23-án a szezon hátralevő részére a Newcastle Unitedhez került kölcsönbe.
2019. szeptember 2-án kölcsönbe került a Getafe csapatához a 2019–2020-as idényre.

## Sikerei, díjai
- Angol bajnok: 2016–2017[13]

## Statisztika

### Klub
2018. március 10-én frissítve
| Klub                       | Szezon           | Bajnokság        | Bajnokság | Bajnokság | Kupa | Kupa  | Európa | Európa | Egyéb | Egyéb | Összesen | Összesen |
| Klub                       | Szezon           | Bajnokság        | P.        | Gólok     | P.   | Gólok | P.     | Gólok  | P.    | Gólok | P.       | Gólok    |
| -------------------------- | ---------------- | ---------------- | --------- | --------- | ---- | ----- | ------ | ------ | ----- | ----- | -------- | -------- |
| Fluminense                 | 2013             | Série A          | 9         | 0         | —    | —     | —      | —      | —     | —     | 9        | 0        |
| Fluminense                 | 2014             | Série A          | 20        | 2         | —    | —     | —      | —      | —     | —     | 20       | 2        |
| Fluminense                 | 2015             | Série A          | 1         | 0         | —    | —     | —      | —      | 10    | 3     | 11       | 3        |
| Fluminense                 | összesen         | összesen         | 30        | 2         | —    | —     | —      | —      | 10    | 3     | 40       | 5        |
| Chelsea                    | 2015–16          | Premier League   | 14        | 1         | 4    | 1     | 2      | 0      | 0     | 0     | 20       | 2        |
| Chelsea                    | 2016–17          | Premier League   | 1         | 0         | 1    | 0     | —      | —      | —     | —     | 2        | 0        |
| Chelsea                    | 2017–18          | Premier League   | 0         | 0         | 5    | 1     | 0      | 0      | 0     | 0     | 5        | 1        |
| Chelsea                    | összesen         | összesen         | 15        | 1         | 10   | 2     | 2      | 0      | —     | —     | 27       | 3        |
| Watford (kölcsön)          | 2016–17          | Premier League   | 1         | 0         | 0    | 0     | —      | —      | —     | —     | 1        | 0        |
| Newcastle United (kölcsön) | 2017–18          | Premier League   | 6         | 2         | 0    | 0     | 0      | 0      | 0     | 0     | 6        | 2        |
| Karrier összesen           | Karrier összesen | Karrier összesen | 52        | 5         | 6    | 2     | 2      | 0      | 10    | 3     | 70       | 10       |